# أنا-كارين هيس
أنّا-كارين هيس (بالسويدية: Anna-Karin Hesse)‏ هي متزحلقة سويدية، ولدت في 1 أغسطس 1961 في Härnösands domkyrkoförsamling ‏ في السويد، وتوفيت في 14 يوليو 1983 في Nordmaling parish ‏ في السويد.

## وصلات خارجية
- أنا-كارين هيس على موقع أوليمبيديا (الإنجليزية)
- أنا-كارين هيس على موقع اللجنة الأولمبية السويدية (السويدية)